# Campionati mondiali juniores di pattinaggio di figura 2022
I Campionati mondiali juniores di pattinaggio di figura 2022 si sono svolti a Tallinn, in Estonia, dal 13 al 17 aprile. È stata la 46ª edizione del torneo, organizzato dalla International Skating Union.

## Podi
| Evento              | Oro                           | Argento                                       | Bronzo                            |
| Singolare maschile  | Ilia Malinin                  | Mikhail Shaidorov                             | Tatsuya Tsuboi                    |
| Singolare femminile | Isabeau Levito                | Shin Ji-a                                     | Lindsay Thorngren                 |
| Coppie              | Karina Safina / Luka Berulava | Anastasia Golubeva / Hektor Giotopoulos Moore | Brooke McIntosh / Benjamin Mimar  |
| Danza               | Oona Brown / Gage Brown       | Natalie D'Alessandro / Bruce Waddell          | Nadiia Bashynska / Peter Beaumont |